# Winfried Klepsch
Winfried Klepsch (ur. 22 maja 1956 w Remscheid) – niemiecki lekkoatleta, specjalista skoku w dal, halowy mistrz Europy z 1980. W czasie swojej kariery reprezentował Republikę Federalną Niemiec.
Odpadł w kwalifikacjach skoku w dal mistrzostwach Europy w 1978 w Pradze.
Zwyciężył w skoku w dal na halowych mistrzostwach Europy w 1980 w Sindelfingen, wyprzedzając Nenada Stekicia z Jugosławii i Stanisława Jaskułkę z Polski, a na halowych mistrzostwach Europy w 1981 w Grenoble zajął 11. miejsce w tej konkurencji.
Klepsch był wicemistrzem RFN w skoku w dal w 1978 i 1984 oraz brązowym medalistą w 1979, a w hali mistrzem RFN w tej konkurencji w 1981 oraz brązowym medalistą w 1977, 1980 i 1988.
Jego rekord życiowy w skoku w dal na otwartym stadionie wynosił 8,00 m (ustanowiony 17 czerwca 1984 w Stuttgarcie), a w hali 8,21 m (7 lutego 1981 w Sindelfingen).